# Phrynosoma hernandesi
Phrynosoma hernandesi är en ödleart som beskrevs av  Girard 1858. Phrynosoma hernandesi ingår i släktet paddleguaner, och familjen Phrynosomatidae. IUCN kategoriserar arten globalt som livskraftig. Inga underarter finns listade i Catalogue of Life.

## Utseende
Arten blir utan svans 40 till 70 cm lång. Huvudet, ryggen och svansens ovansida bär spetsiga fjäll som liknar horn i utseende. En linje av spetsiga fjäll från armarnas ansats till bakbenens ansats påminner om en kam. Ovansidan har en grå eller beige grundfärg och större mörkbruna fläckar samt små vita punkter. Två mörkbruna fläckar vid axlarna är oftast störst. Undersidan har en vitaktig färg, ibland med inslag av gult eller beige på strupen och buken. Hos Phrynosoma hernandesi är honor större än hanar. Dessutom blir hanar tidigare könsmogna vad som medför att en liten hane parar sig med en stor hona. Ungar har samma utseende som vuxna exemplar.

## Utbredning
Denna paddleguan förekommer i centrala USA samt i angränsande områden av Kanada och fram till centrala Mexiko. Den vistas i låglandet och i bergstrakter upp till 3440 meter över havet. Arten föredrar öppna landskap med sandig eller klippig grund och med glest fördelade buskar eller träd. Den hittas även i prärien och i andra gräsmarker.

## Ekologi
Phrynosoma hernandesi gräver sina bon själv eller den gömmer sig i övergivna gnagarbon.
Denna ödla faller offer för olika fåglar. Taggarna (hornen) är inte lika stora som hos andra släktmedlemmar vad som gör arten känslig för angrepp från ormar och rovlevande däggdjur. För vinterdvalan från senare oktober till mars skapar Phrynosoma hernandesi en skyddande hålighet i marken. Även ett tjockare snötäcke kan vara gynnsam. Allmänt dör många exemplar under den kalla årstiden.
Phrynosoma hernandesi väntar vanligen i ett gömställe på sitt byte som kan vara en skalbagge, en myra, en gräshoppa, andra insekter eller andra ryggradslösa djur. Parningen sker när individerna blir aktiva efter vinterdvalan. Honan lägger inga ägg utan föder i juni eller i juli upp till 10 ungar. Dräktiga honor stannar i ett litet område. Ungarna är vid födelsen cirka 2 cm långa.